# Kano (by)
 For alternative betydninger, se Kano (flertydig). (Se også artikler, som begynder med Kano)
Kano er den næststørste by i Nigeria med ca. 3,8 mio. indbyggere. Byen er administrativt centrum for delstaten Kano.
Kano er det vigtigste trafik-, kultur- og handelscenter i det nordlige Nigeria, med næringsmiddel- og tekstilindustri, mekanisk industri, stålvalseværk m.m.; handel med jordnødder, skind og huder. Byen er sæde for Bayero-universitetet (1977) og flere andre højere læreanstalter, og har også en international lufthavn.
Den gamle bydel er omgivet af en 18 km lang og 10–15 m høj mur. Her ligger bl.a. den store moskeen (bygget 1951), der er Nigerias største, og emir-paladset Gidan Rumfa fra 1400-tallet. Kano er Nigerias største muslimske by; ca. 10 % af befolkningen er kristne, de øvrige er for det meste muslimer.
Kano omtales 1145. Byen var endepunkt for karavanehandlen gennem Sahara, hvilket gjorde den til en af hausaernes vigtigste byer.

## Eksterne kilder og henvisninger
- Wikimedia Commons har flere filer relateret til Kano (by)
- Om Kano på Store Norske Leksikon.

12°00′N 8°31′Ø / 12°N 8.52°Ø